# ال‌اس آی +۶۱ ۳۰۳
ال‌اس آی +۶۱ ۳۰۳ یک ستاره است که در صورت فلکی ذات‌الکرسی قرار دارد.

## نابع
- مشارکت‌کنندگان ویکی‌پدیا. «LS I +61 303». در دانشنامهٔ ویکی‌پدیای انگلیسی، بازبینی‌شده در ۹ ژانویه ۲۰۱۱.